# François Tallemant l'Aîné
Pour les articles homonymes, voir Tallemant.
François Tallement dit l'Aîné, né à La Rochelle le 23 septembre 1620 où il fut baptisé le 4 octobre 1620 et mort à Paris le 6 mai 1693, est un homme d'Église et traducteur français.

## Biographie
Frère de Gédéon Tallemant des Réaux et cousin de Paul Tallement dit le Jeune, il est aumônier de Louis XIV pendant 24 ans, puis premier aumônier de Madame, abbé commendataire de Notre-Dame du Val-Chrétien ; prieur de Saint-Irénée de Lyon. Il est élu membre de l'Académie française en 1651. On lui doit deux traductions, jugées médiocres par ses contemporains, celle des Vies des hommes illustres de Plutarque, parue en six volumes en 1663–1665 ; c'est lui que visait Nicolas Boileau en parlant du « sec traducteur du français d’Amyot ». Il a aussi traduit l'Histoire de Venise de Giovan Battista Nani, parue en quatre volumes en 1689.
Outre ses traductions, il reste de lui six discours qu'il fit dans l'Académie. Dans l'un d'eux, il déclare : « Quelle douceur d’être mêlé parmi l’élite des plus beaux esprits du monde ! Quelle utilité de profiter de l’étude et de l’application des plus habiles en toute sorte de littérature ! Car enfin, Messieurs, on ne peut exceller qu’en une chose. La Poésie seule, vous le savez, se partage entre plusieurs personnes différentes, mais la société d’une académie rend utiles à chacun tous les divers talents de ceux qui la composent, par ces conversations savantes et ingénieuses où chacun apporte de son fonds et parle selon le génie que la nature lui a donné et qu’il a cultivé par l’étude »
Paul Pellisson a dit de lui : « Il avoit de l'esprit, il ne manquoit pas même de savoir. » Un historien de l'Académie française ajoute : « Il connaissait parfaitement le grec, le latin, l'italien, l'anglais, l'espagnol. C'était un excellent homme, mais inquiet par caractère. Ce défaut lui avait fait appliquer spirituellement un plaisant sobriquet : tandis que quelques-uns de ses confrères de l'Académie, cardinaux, ministres, évêques, étaient appelés Son Éminence, Son Excellence, Sa Grandeur, lui on le nommait Son Inquiétude. »